# Turnul Dharahara

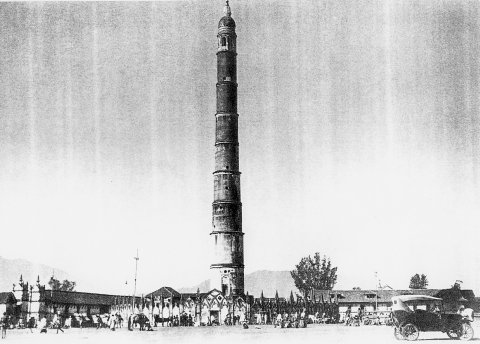
Turnul Dharahara la sfârșitul secolului al XIX-lea

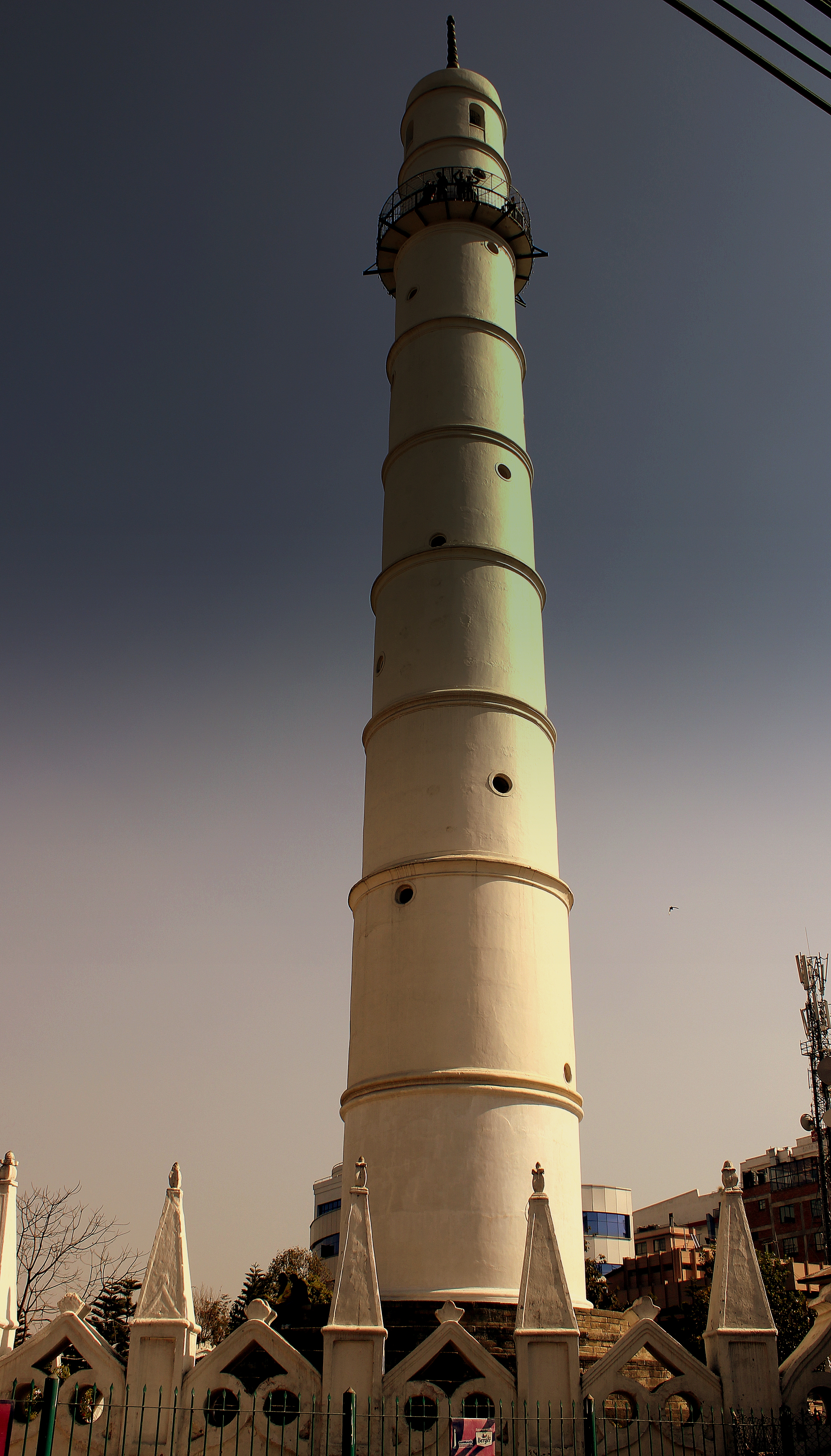
Turnul Dharahara în februarie 2013

Turnul Dharahara (nepaleză|धरहरा), de asemenea Turnul Bhimsen, a fost un turn cu nouă etaje, de înălțime 61.88 m, în centrul zonei Sundhara în Kathmandu. În 1832 a fost construit sub Bhimsen Thapa, prim-ministru a Nepalului, pentru Regina Nepalului și a servit inițial ca un turn militar de veghe. Mai târziu a fost folosit ca o platformă turistică, la care se ajungea printr-o scară interioară în colimason. În timpul unui cutremur puternic de 8,3 la 15 ianuarie 1934,  cu aproximativ 16.000 de morți în Nepal și India, turnul a fost pentru prima dată distrus și apoi reconstruit după original.
Peretele turnului consta dintr-un zid de cărămidă și a avut la înălțimea primului etaj o grosime de aproximativ 1,5 m și un diametru exterior de aproximativ 5,5 m.
Din cauza celui mai puternic cutremur din Nepal din ultimii 80 ani, cu o  magnitude de 7,8 MW s-a prăbușit la 25 aprilie 2015